# コーリー・ナカタニ
コーリー・サトシ・ナカタニ（Corey Satoshi Nakatani、1970年10月21日 - ）は、アメリカカリフォルニア州コヴィーナ出身の元騎手である。日系3世。香港で騎乗する際の漢字表記では「中谷」と表記される。

## 来歴
日系2世の父と競馬を観に行ったのがきっかけで騎手となる。1988年カリフォルニア州の競馬学校を卒業し、メキシコのアグアカリエンテ競馬場でデビューする。デビュー3年目の1990年にはイッツオールグリークトゥーミー（Itsallgreektome）でハリウッドターフカップステークスを制してG1勝ちを収め、以後もアメリカ競馬における騎手リーディング上位の常連として活躍している。
ブリーダーズカップの制覇経験も多く、1996年にはブリーダーズカップ・ディスタフをジュエルプリンセスで、ブリーダーズカップ・スプリントをリットデジャスティスで制している。特にスプリントは1996年から1998年までで3連覇を達成している。
その他の主な勝鞍として、ラヴァマンによる2連覇を含み3度制したサンタアニタハンデキャップ、1991年にライトライトで制したケンタッキーオークスとコーチングクラブアメリカンオークスなどがある。また国外での競走経験もあり、ドバイではドバイゴールデンシャヒーン（2004年）を、カナダではカナディアンインターナショナルステークス（2005年）などを制している。
日本へも来訪しており、初来日は1992年のヤングジョッキーズワールドチャンピオンシップへの出場時であった。この来日中に、中山3Rの未勝利戦で、1番人気だったニホンピロナーリーに騎乗して勝利し、中央競馬（JRA）初騎乗初勝利を記録している。また第66回中山記念では4番人気だったニホンピロブレイブでJRA重賞初騎乗を果たし2着になるなどの活躍も見せた。1996年には第11回ワールドスーパージョッキーズシリーズに初参戦、結果は6位に終わった。
ジャパンカップへの出走経験も多く、初の機会は1994年の第14回ジャパンカップにサンドピットと共に出走、1番人気に支持されるも5着に敗れている。翌年1995年には再びサンドピットと共に出走するも、3番人気で8着に終わった。その後も2002年（サラファン）・2003年（デノン）にも出走し、2002年には勝ち馬から僅差の2着に入っている。2005年に第6回ジャパンカップダートにラヴァマンと共に出走、6番人気で11着という結果であった。
2018年8月4日のデルマー競馬場でのレースで落馬重傷。その後復帰を目指していたが、2019年11月23日に引退を発表した。

## 主な騎乗馬
- Pike Place Dancer/パイクプレイスダンサー（1996年ケンタッキーオークス）
- Lit de Justice/リドジュスティス（1996年ブリーダーズカップ・スプリント）
- Elmhurst/エルムハースト（1997年ブリーダーズカップ・スプリント）
- Reraise/リレイズ（1998年ブリーダーズカップ・スプリント）
- General Challenge/ジェネラルチャレンジ（2000年サンタアニタハンデキャップ）
- Caller One/コーラーワン（2001年ドバイゴールデンシャヒーン）
- Sarafan/サラファン（2002年ジャパンカップ2着）
- Sweet Catomine/スウィートカトマイン（2004年ブリーダーズカップ・ジュヴェナイルフィリーズ）
- Relaxed Gesture/リラックストジェスチャー（2005年カナディアンインターナショナルステークス）
- Lava Man/ラヴァマン（2006年～2007年サンタアニタハンデキャップ、2006年ハリウッドゴールドカップハンデキャップステークス、パシフィッククラシックステークスなど）
- Thor's Echo/ソーズエコー（2006年ブリーダーズカップ・スプリント）